# Olena Zinovieva
Olena Zinovieva –en ucraniano, Олена Зіновієва– (1980) es una deportista ucraniana que compitió en halterofilia. Ganó tres medallas en el Campeonato Europeo de Halterofilia entre los años 2000 y 2003.

## Palmarés internacional
| Campeonato Europeo | Campeonato Europeo | Campeonato Europeo | Campeonato Europeo |
| Año                | Lugar              | Medalla            | Categoría          |
| ------------------ | ------------------ | ------------------ | ------------------ |
| 2000               | Sofía (Bulgaria)   | Medalla de bronce  | 48 kg              |
| 2002               | Antalya (Turquía)  | Medalla de oro     | 48 kg              |
| 2003               | Lutraki (Grecia)   | Medalla de plata   | 48 kg              |